# Adesmia littoralis
Adesmia littoralis là một loài thực vật có hoa trong họ Đậu. Loài này được Burkart miêu tả khoa học đầu tiên.

## Hình ảnh

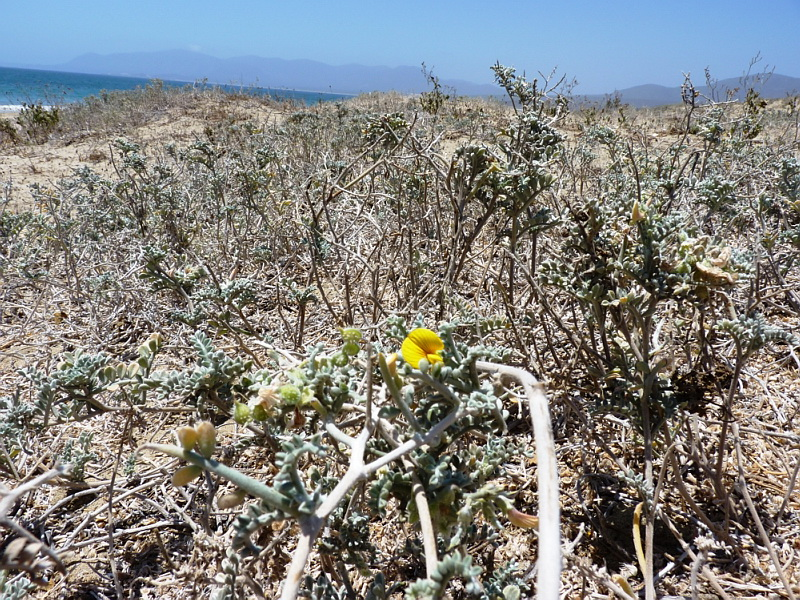